# Orangevingad kamklobagge
Orangevingad kamklobagge (Pseudocistela ceramboides) är en skalbaggsart som först beskrevs av Carl von Linné 1758.  Pseudocistela ceramboides ingår i släktet Pseudocistela, och familjen svartbaggar. Arten är reproducerande i Sverige.

## Bildgalleri

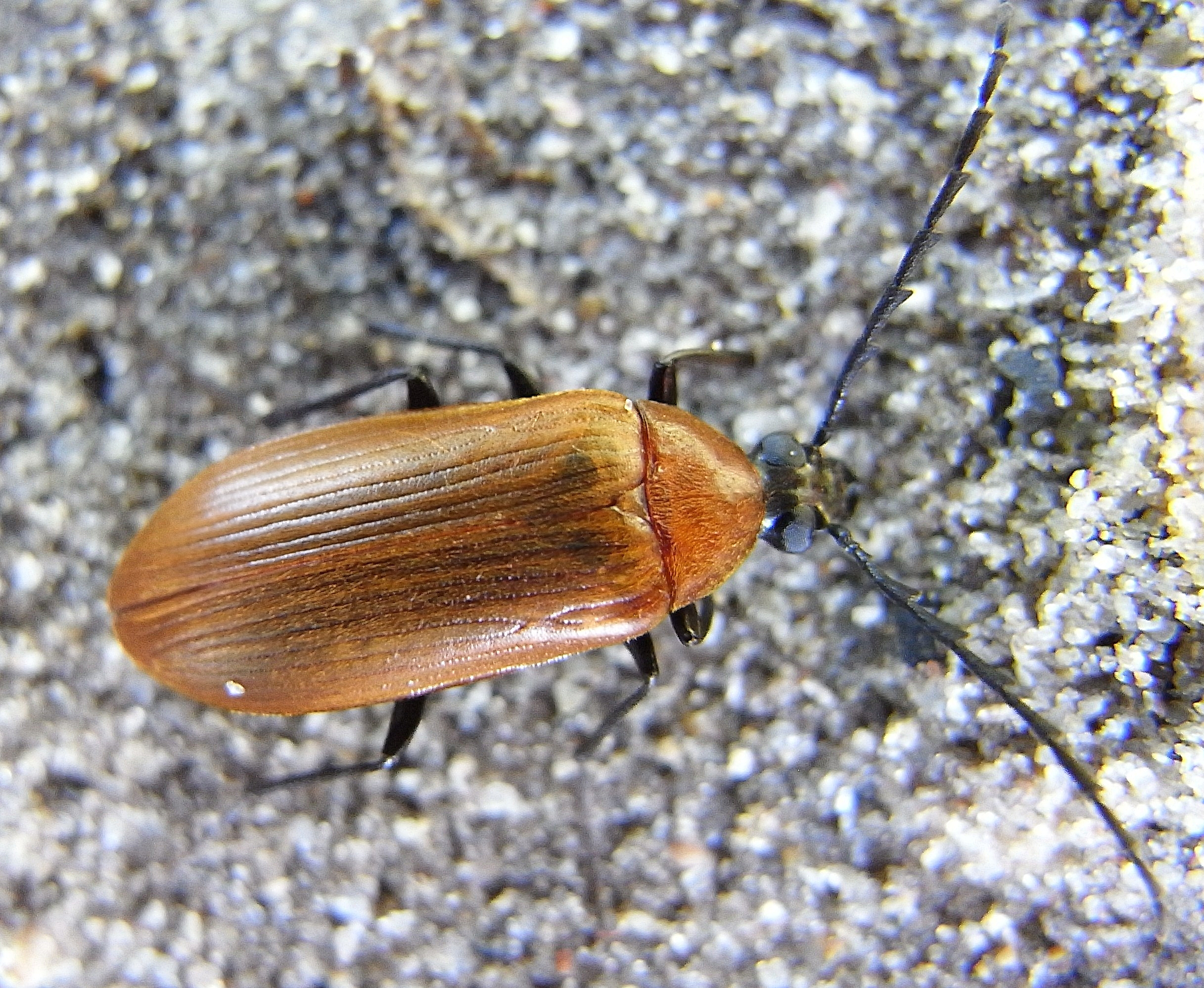
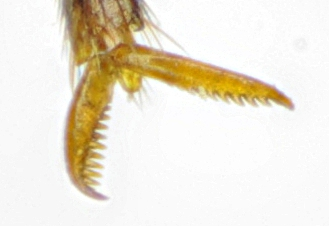
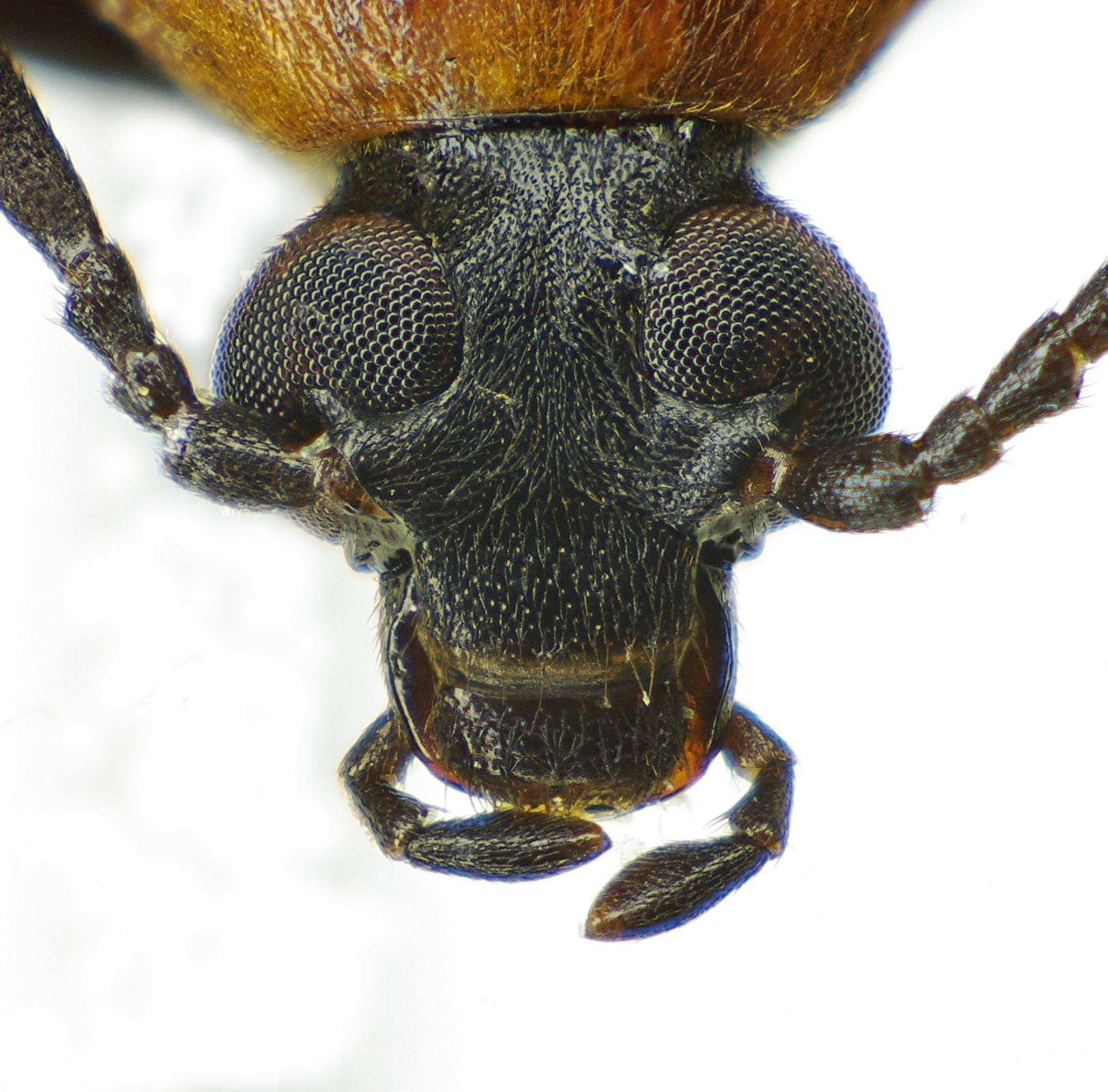
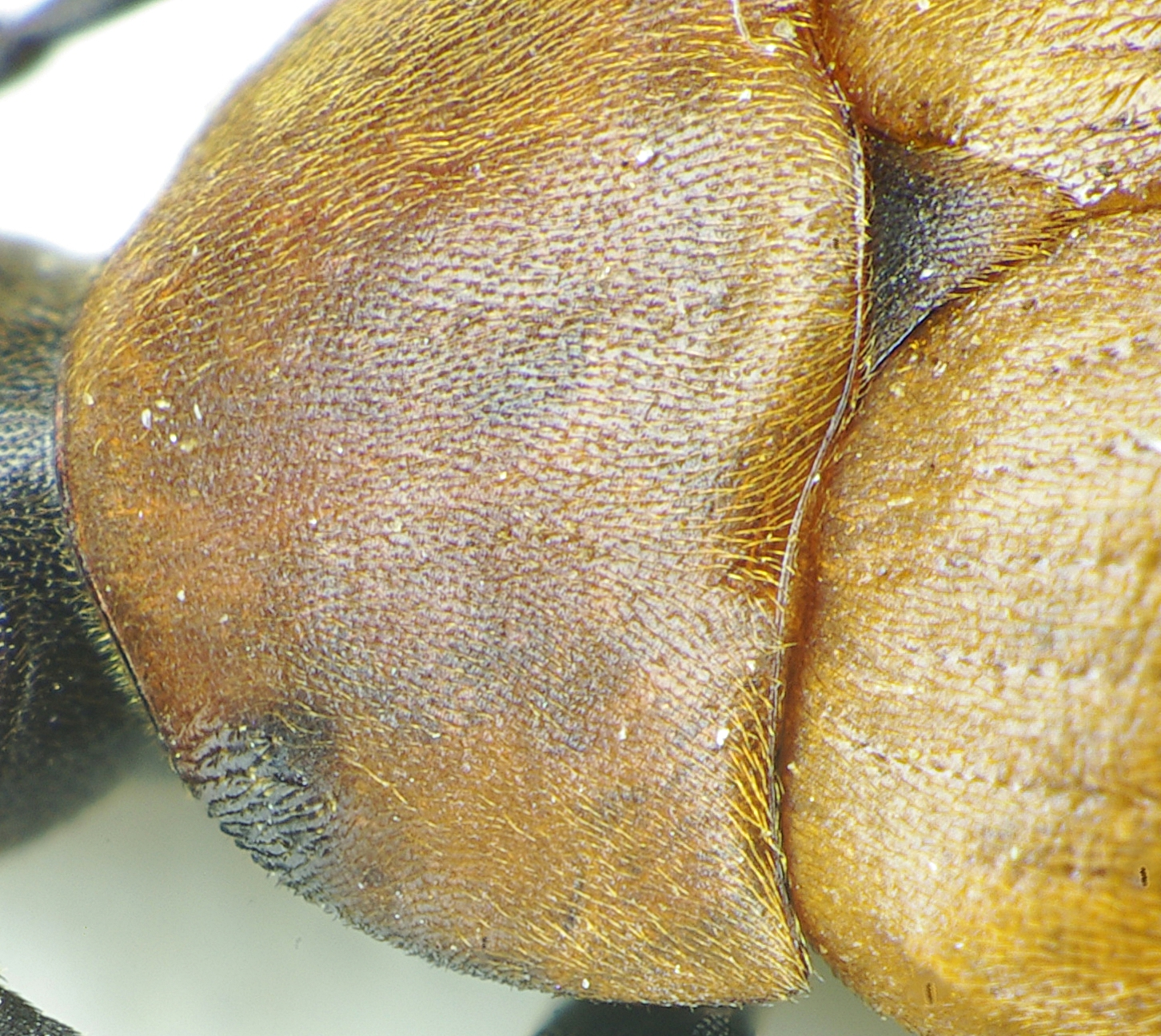
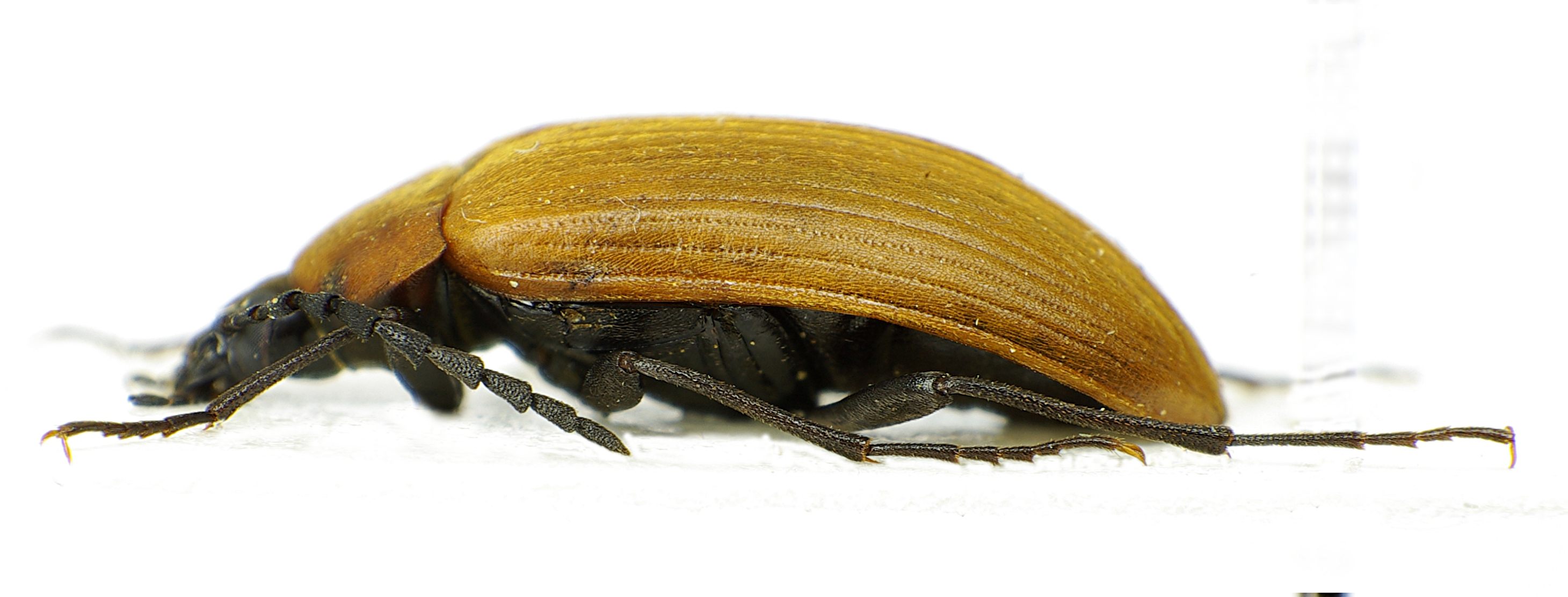
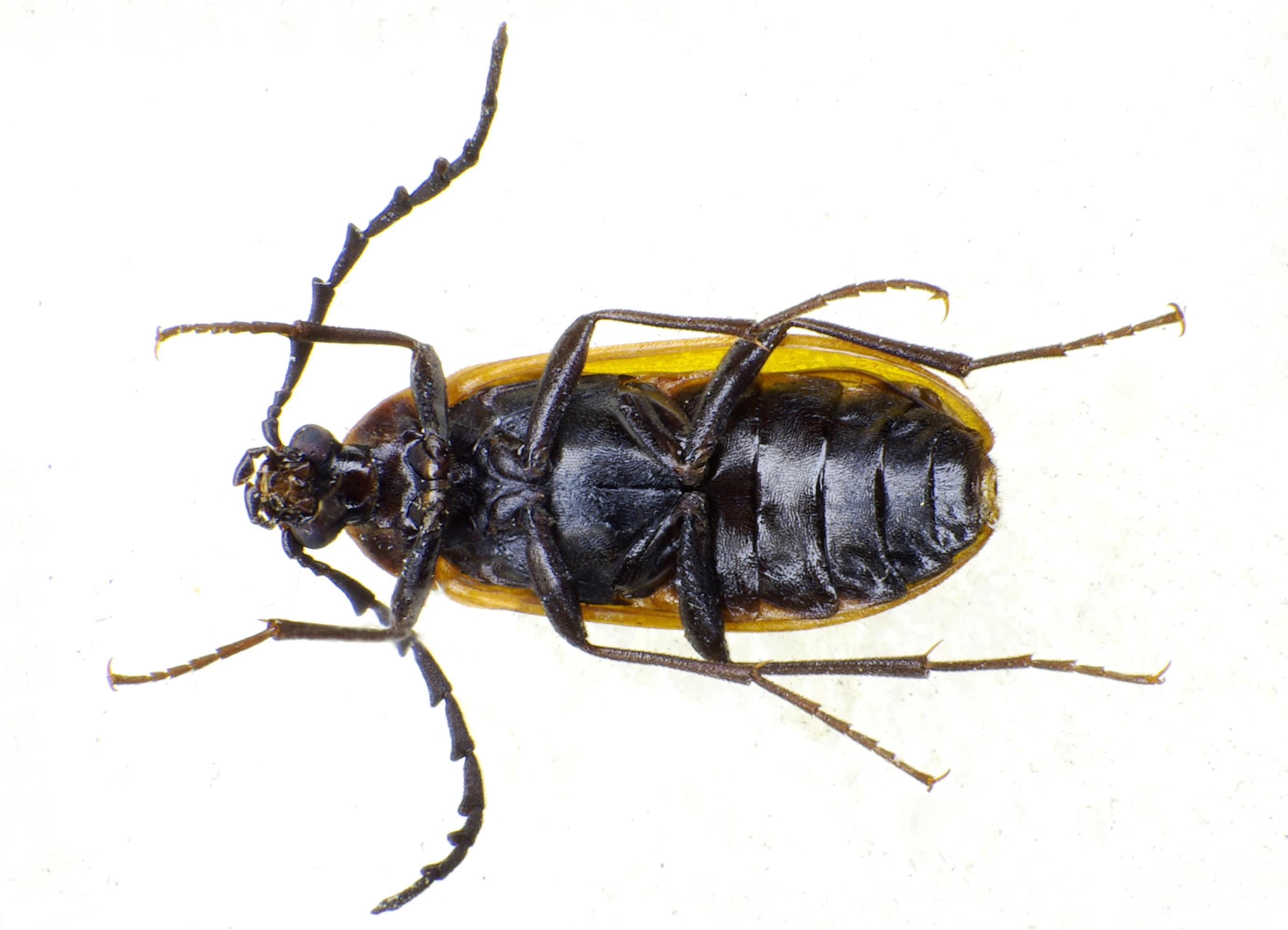